# Senna tonduzii
Senna tonduzii là một loài thực vật có hoa trong họ Đậu. Loài này được (Standl.) H.S.Irwin & Barneby miêu tả khoa học đầu tiên.